# Coast to Coast (2003)
Coast to Coast ist ein Fernsehfilm des Regisseurs Paul Mazursky aus dem Jahr 2003. Frederic Raphael schrieb das Drehbuch auf Grundlage seines gleichnamigen Romans.

## Handlung
Barnaby und Maxine Pierce (gespielt von Richard Dreyfuss und Judy Davis) sind ein langjähriges Paar in einer Beziehung, die, nachdem beide bereits in außerehelichen Affären ihr Glück gesucht haben, offenbar dem Ende entgegengeht; Maxine ist es schließlich, die die Scheidung verlangt und das gemeinsame Haus in Connecticut verkaufen will. Das Haus ist bereits zum Kauf ausgeschrieben, da entscheidet man sich, ein letztes Mal gemeinsam den Urlaub in Los Angeles zu verbringen, wo der Sohn Benjamin (David Julian Hirsch) lebt, der gerade zu diesem Zeitpunkt zu heiraten gedenkt. 
Die Fahrt durch den Kontinent gerät zu einem Road-Movie der besonderen Art, da man sich zugleich entschließt, Bekannte, Freunde und Geliebte aus der Vergangenheit, die am Wegesrand wohnen, aufzusuchen, etwa Maxines Professor aus Uni-Zeiten (Maximilian Schell), Barnabys alten Freund Stanley (gespielt vom Regisseur Mazursky) und Stacey, Barnabys und Maxines schwangere Tochter (Selma Blair). All diese Begegnungen führen beim Paar zu immer neuen Enthüllungen vergangener Ereignisse mit entsprechenden Folgen für das Gefühlsleben des Paares, das immer wieder abwechselnd Hass- und Liebesgefühle entwickelt; der Zuschauer bleibt so bis zum fulminanten Ende am Flughafen von Los Angeles im Ungewissen darüber, ob die beiden sich noch einmal zu einem Neuanfang zusammenraufen oder nicht.  

## Kritiken
- Jack Sommersby, eFilmCritic.com, lobte die beiden Hauptdarsteller, kritisierte aber das mittelmäßige, äußerst gewöhnliche Material, mit dem sie arbeiten mussten.[1]

## Auszeichnungen
- 2005 wurde Richard Halsey für den Schnitt von den American Cinema Editors nominiert.

## Hintergründe
Gedreht wurde in Toronto. Der Film wurde erstmals im Jahr 2003 in Großbritannien veröffentlicht. In den USA war er erstmals im April 2004 im Sender Showtime zu sehen. 